# Angloposeidon
Angloposeidon je neformální pojmenování sauropodního dinosaura ze spodní křídy jižní Anglie. Je pravděpodobné, že šlo o velkého brachiosaurida. Dinosaurus nedostal oficiální název, neboť vedoucí výzkumu Darren Naish poznamenává, že název „Angloposeidon“ je pouze neformální označení a nebude publikováno.
Pozůstatky sestávají z jediného krčního obratle (MIWG.7306), jehož velikost naznačuje, že šlo o velmi mohutného dinosaura. Fosílie byla objevena na Isle of Wight.